# Ökenvårtsvin
Ökenvårtsvin (Phacochoerus aethiopicus) är en däggdjursart som först beskrevs av Peter Simon Pallas 1766.  Phacochoerus aethiopicus ingår i släktet Phacochoerus och familjen äkta svin. IUCN kategoriserar arten globalt som livskraftig.

## Utseende
Med en genomsnittlig kroppslängd av 125 cm är arten lite mindre än det vanliga vårtsvinet. Hannar är tydlig större än honor och vissa hannar blir 145 cm långa. Arten har en mankhöjd av cirka 50 cm och vikten varierar mellan 45 och 130 kg. Hannar har även betydlig större vårtor i ansiktet och större hörntänder (betar) än honor. I motsats till vanligt vårtsvin saknar ökenvårtsvinet de övre framtänderna. När nedre framtänder finns är de bara små stubbar. Kroppen är huvudsakligen täckt av kort brunaktig päls. Vid halsen och på främre delen av ryggens topp finns ofta längre hår som är ljusare till vitaktiga. Ungarna har samma pälsfärg som de vuxna djuren.

## Utbredning och habitat
Artens utbredningsområde sträcker sig över östra Etiopien, nordvästra och södra Somalia och norra Kenya. En isolerad population finns i södra Kenya. Ökenvårtsvinet vistas främst i låglandet och når sällan högre regioner än 1400 meter över havet. Habitatet är inga riktiga öknar utan torra stäpper, buskmarker och öppna skogar där individerna hittar vatten och skugga.

## Ekologi
Ökenvårtsvinet gräver jordhålor eller övertar underjordiska bon från andra djur. Några honor och deras ungar bildar en flock. Utanför parningstiden besöks flocken av olika hannar. Annars bildar hannar egna ungkarlsflockar. Bland honorna etableras en hierarki och vanligen är den äldsta och största honan flockens ledare. De har upp till 10 bon i reviret som är 2 till 4 km² stort. Territorierna av olika flockar kan överlappa varandra. Flocken är aktiv på dagen med undantag av de varmaste timmarna. I områden där individerna störs av människan kan ökenvårtsvin vara nattaktiva.
Arten markerar reviret med körtelvätska och urin. Dessutom finns olika varningsrop. Ökenvårtsvinet äter huvudsakligen växtdelar som gräs, rötter, frukter, blad och bark. Födan kompletteras med insekter och ibland äter individerna avföring eller kadaver.
Parningen sker under regntiden mellan mars och maj. Under tiden kan en individ para sig med olika hannar respektive honor. Dräktigheten varar 160 till 175 dagar och sedan föds mellan augusti och december 2 eller 3 ungar, sällan upp till 8 ungar. Efter cirka tre veckor syns ungarna för första gången utanför boet och de börjar med fast föda. Efter ungefär 6 månader slutar modern med digivning. Ökenmarsvinet blir könsmoget efter cirka 1,5 år och vissa honor kan föda ytterligare en kull innan ungarna från förra kullen är självständiga.
Ungefär hälften av ungarna dör under det första levnadsåret. Troligen blir ökenvårtsvinet lika gammalt som det vanliga vårtsvinet, alltså 7 till 10 år.
Arten jagas av olika rovdjur som lejon, leopard, gepard och fläckig hyena. Ökenvårtsvinet kan nå en hastighet av 55 km/h under flykten. Hastigheten kan bara upprätthållas över korta sträckor och därför måste det alltid finnas en jordhåla i närheten.

## Underarter
Inga underarter finns listade i Catalogue of Life. Wilson & Reeder (2005) skiljer mellan 2 underarter.
Den första underarten, Phacochoerus aethiopicus aethiopicus, levde i Sydafrika och dog ut under 1870-talet. Den nu levande populationen tillhör underarten Phacochoerus aethiopicus delamerei.